# Silnice I/30
Die Silnice I/30 (tschechisch für: „Straße I. Klasse 30“) ist eine tschechische Staatsstraße (Straße I. Klasse).

## Verlauf
Die Straße nimmt in Lovosice (Lobositz) ihren Ausgang, folgt am linken Ufer der Elbe dieser flussabwärts bis Ústí nad Labem (Aussig), verlässt dort die Elbe und führt nach Nordwesten über die Anschlussstelle 74 der Dálnice 8 bis Chlumec u Chabařovic (Kulm) weiter, wo sie an der Silnice I/13 endet. 
Die Straßenlänge beträgt rund 33 Kilometer.